# Andrew Barron
Andrew Barron (Invercargill, 24 de dezembro de 1980) é um futebolista neozelandês, que atua na posição de meia e joga pelo Team Wellington.